# Peter Sarnak
Peter Clive Sarnak (né en 1953) est un mathématicien sud-africain naturalisé américain. Depuis 1991, il est professeur de mathématiques à l'université de Princeton et notamment éditeur des Annals of Mathematics. Spécialiste de la théorie analytique des nombres, Sarnak est membre de la faculté de mathématiques de l'Institute for Advanced Study.
La constante de Hafner-Sarnak-McCurley porte son nom, joint à ceux de L. J. Hafner et Kevin McCurley (en).

## Travaux
Ses travaux les plus cités, co-réalisés avec Alexander Lubotzky et Ralph S. Phillips, appliquent des résultats en théorie des nombres au graphe de Ramanujan.
Sarnak a notamment beaucoup développé les théories de comptage pour des conducteurs bornés et lancé de nombreux programmes de recherche autour de la notion de familles de formes automorphes et de fonctions L.

## Carrière
- Université de New York
  - 1980-1983 : assistant-professeur
  - 1983 : professeur associé
  - 2001-2005 : Professeur
- Université Stanford
  - 1984-1987 : professeur associé
  - 1987-1991 : professeur
- Université de Princeton
  - 1991- : professeur
  - 1995-1996 : H. Fine Professor
  - 1996-1999 : président du département de mathématiques
  - 2002- : Eugene Higgins Professor
- Institute for Advanced Study
  - 1999-2002 et 2005-2007 : membre
  - 2007- : membre facultaire

## Prix et distinctions
Peter Sarnak est corécipiendaire du prix George Pólya de la SIAM en 1998, avec Xin Zhou et Percy Deift ; il reçoit le prix Ostrowski en 2001, le prix Levi L. Conant en 2003, le prix Frank Nelson Cole en théorie des nombres en 2005 et un prix Lester Randolph Ford en 2012. En 2014, il reçoit le prix Wolf de mathématiques. En 2019 il reçoit  la médaille Sylvester. En 2024, il reçoit le Shaw Prize.
Il est élu membre de l'Académie nationale des sciences des États-Unis ainsi qu'à la Royal Society en 2002. En 2010, il reçoit un doctorat honorifique de l'université hébraïque de Jérusalem et de l'université de Chicago en 2015.

## Publications
- (en) P. Sarnak, « Spectral Behavior of Quasi Periodic Potentials », Commun. Math. Phys., vol. 84,‎ 1982, p. 377-401 (DOI 10.1007/bf01208483)
- (en) Some Applications of Modular Forms, 1990
- (en) (co-éditeur) Extremal Riemann Surfaces, 1997
- (en) (co-auteur) Random Matrices, Frobenius Eigenvalues and Monodromy, 1998
- (en) Peter Sarnak, « Some problems in Number Theory, Analysis and Mathematical Physics », dans Mathematics: Frontiers and Perspectives, AMS, 2000 (ISBN 0821826972), p. 261-269
- (en) (co-éditeur) Selected Works of Ilya Piatetski-Shapiro (Collected Works), 2000
- (en) (co-auteur) Elementary Number Theory, Group Theory and Ramanujan Graphs, 2003
- (en) (co-éditeur) Selected Papers Volume I-Peter Lax, 2005
- (en) (co-éditeur) Automorphic Forms and Applications, 2007